# Marc Demeyer

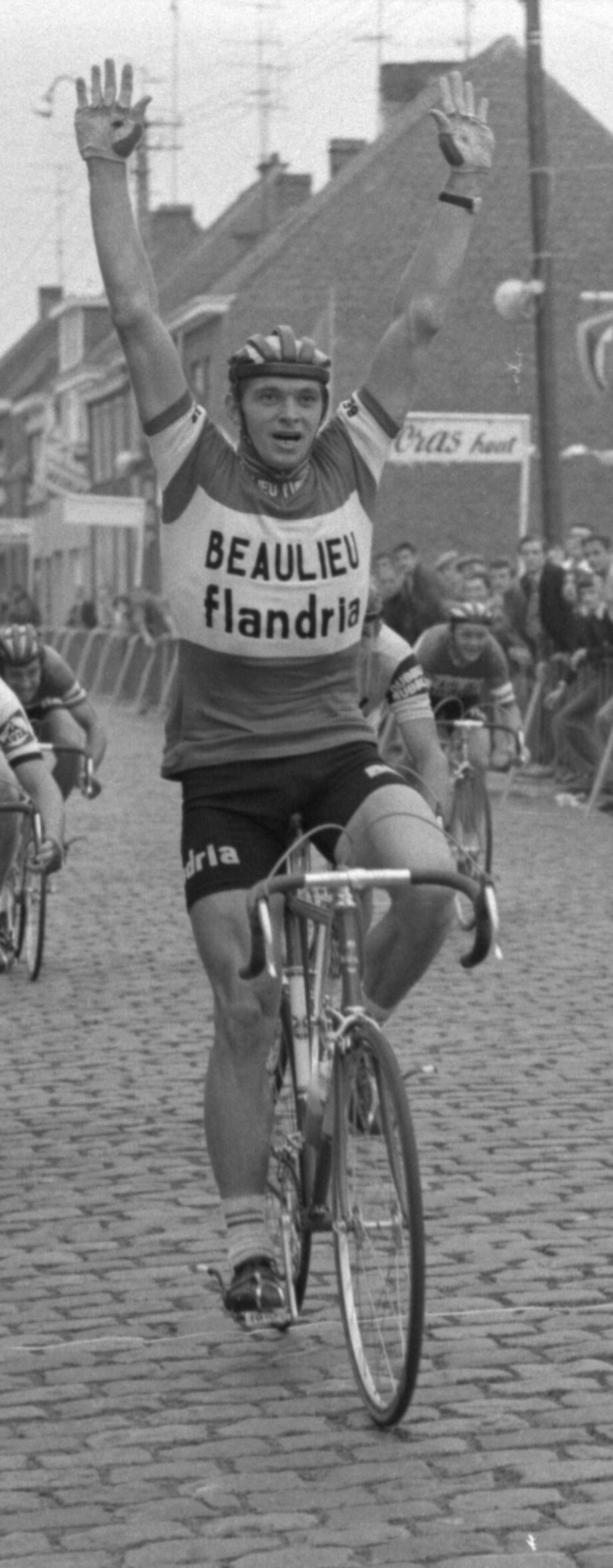
Marc Demeyer überquert bei der Dwars Door België 1972 als Erster die Ziellinie

Marc Demeyer (* 19. April 1950 in Avelgem, Belgien; † 20. Januar 1982 in Merelbeke, Belgien) war ein belgischer Radrennfahrer.

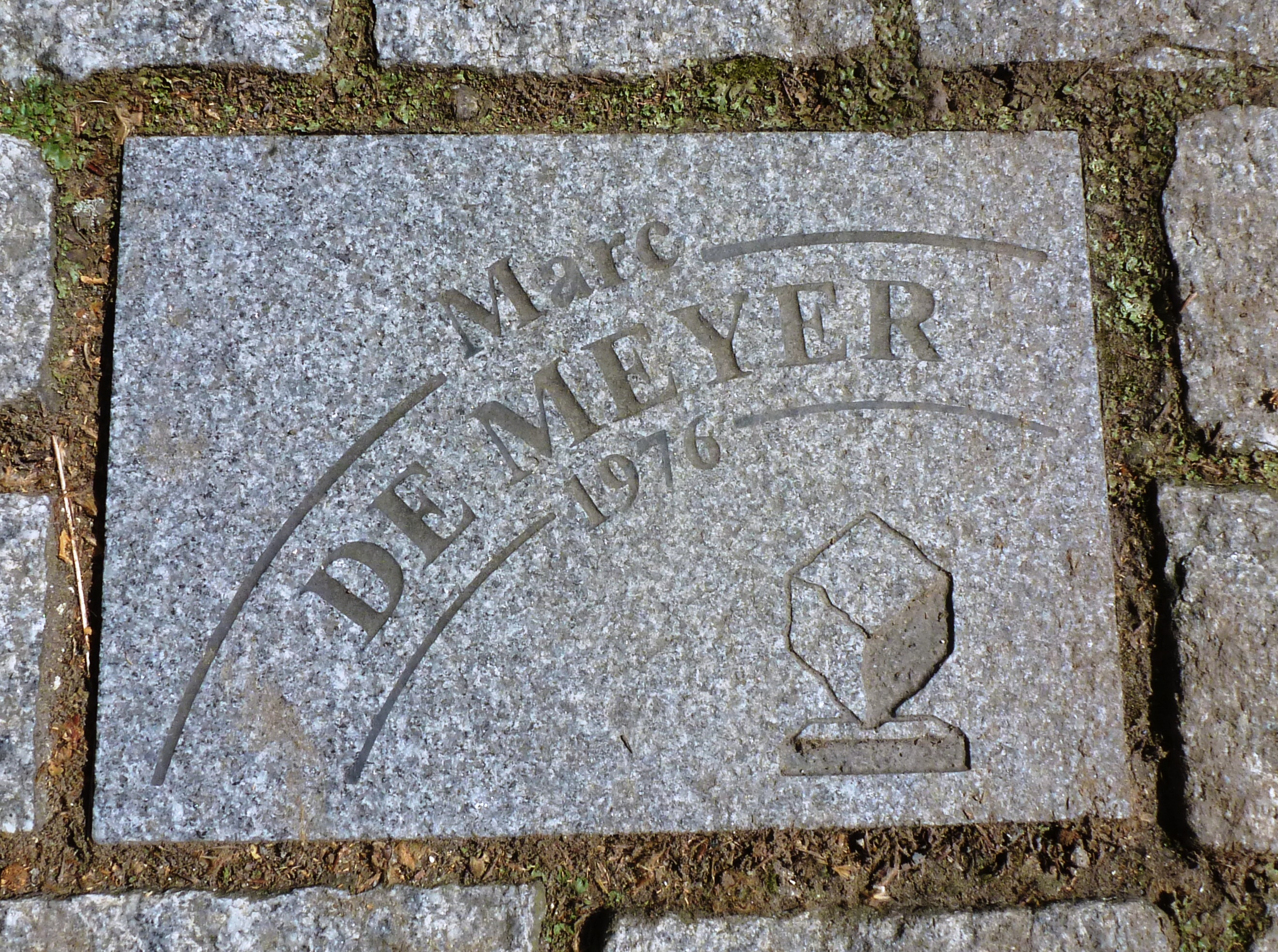

## Sportliche Laufbahn
Seit 1971 gehörte er der belgischen Nationalmannschaft an, als er u. a. bei der Internationalen Friedensfahrt startete und die Etappe nach Berlin gewann. Im Gesamtklassement wurde er Vierter. 1971 bestritt er auch die DDR-Rundfahrt und belegte Platz 6. Kurz zuvor hatte der belgische Vierer mit Demeyer den Internationalen Olympia-Preis der DDR (ein 100-Kilometer-Mannschaftszeitfahren) in der DDR gewonnen. 1971 gewann er auch die Flandern-Rundfahrt für Amateure.
Seine Profi-Karriere begann er im Jahre 1972 und war bis zu seinem Tod 1982 als Profi aktiv. Er starb im Schlaf an einem Herzinfarkt.
Demeyer nahm sechs Mal an der Tour de France teil und beendete diese 1973 als 41. Er war sowohl bei Eintagesrennen als auch Etappenrennen erfolgreich. So gewann er zwei Tour-Etappen, zwei Mal das Zwischensprint-Klassement der Tour (1973 und 1975), drei Etappen des Giro d’Italia, Paris–Roubaix und Paris–Brüssel. Seinen Sieg bei Paris–Roubaix verdankte er zum Teil auch dem Ausscheiden von Freddy Maertens. Nachdem dieser ausgestiegen war, erhielt Demeyer von der sportlichen Leitung die Order, an die Spitze zu gehen und zu versuchen, den Sprint der Spitzengruppe zu gewinnen, was auch gelang. 1975 gewann er den Grand Prix d’Orchies. Als Helfer und Mitstreiter galt er neben Freddy Maertens und Michel Pollentier als einer der Drei Musketiere. In der Regel war Demeyer der Sprint-Anfahrer von Maertens.

## Erfolge (Auswahl)
- Tour de France: 1978: 19. Etappe, 1979: 14. Etappe
- Giro d’Italia: 1977: 1., 14. & 16. (Teil 1) Etappe
- Critérium du Dauphiné Libéré: 1979: 4. Etappe
- Paris–Roubaix: 1976
- Paris–Brüssel: 1974

## Teams
- 1971 Flandria-Mars
- 1972 Flandria-Beaulieu
- 1973 Flandria-Shimano-Carpenter
- 1974–1975 Flandria-Carpenter-Confortluxe
- 1976 Velda-Flandria
- 1977 Velda-Latina-Flandria
- 1978 Velda-Flandria-Lano
- 1979 Flandria-Ca Va Seul
- 1980 Ijsboerke-Warncke
- 1981 Capri Sonne